# 劉傅
劉傅（1439年—1498年），字師正，南直隸蘇州府嘉定縣人，醫籍，治《易經》，年三十七歲中式成化十一年乙未科第三甲第一百一十一名進士。四月二十五日生，行二，曾祖劉叔昭；祖劉溥；父劉資；嫡母華氏；生母戴氏。慈侍下，妻許氏，繼妻金氏；兄傳，弟侍。由國子生中式應天府鄉試第十六名舉人，會試中式第一百三十五名。

## 生平
成化十三年，出任江寧縣知縣，后擔任兵部武库司郎中。弘治三年（1490年），擔任泉州府知府。